# Сражение в заливе Лейте

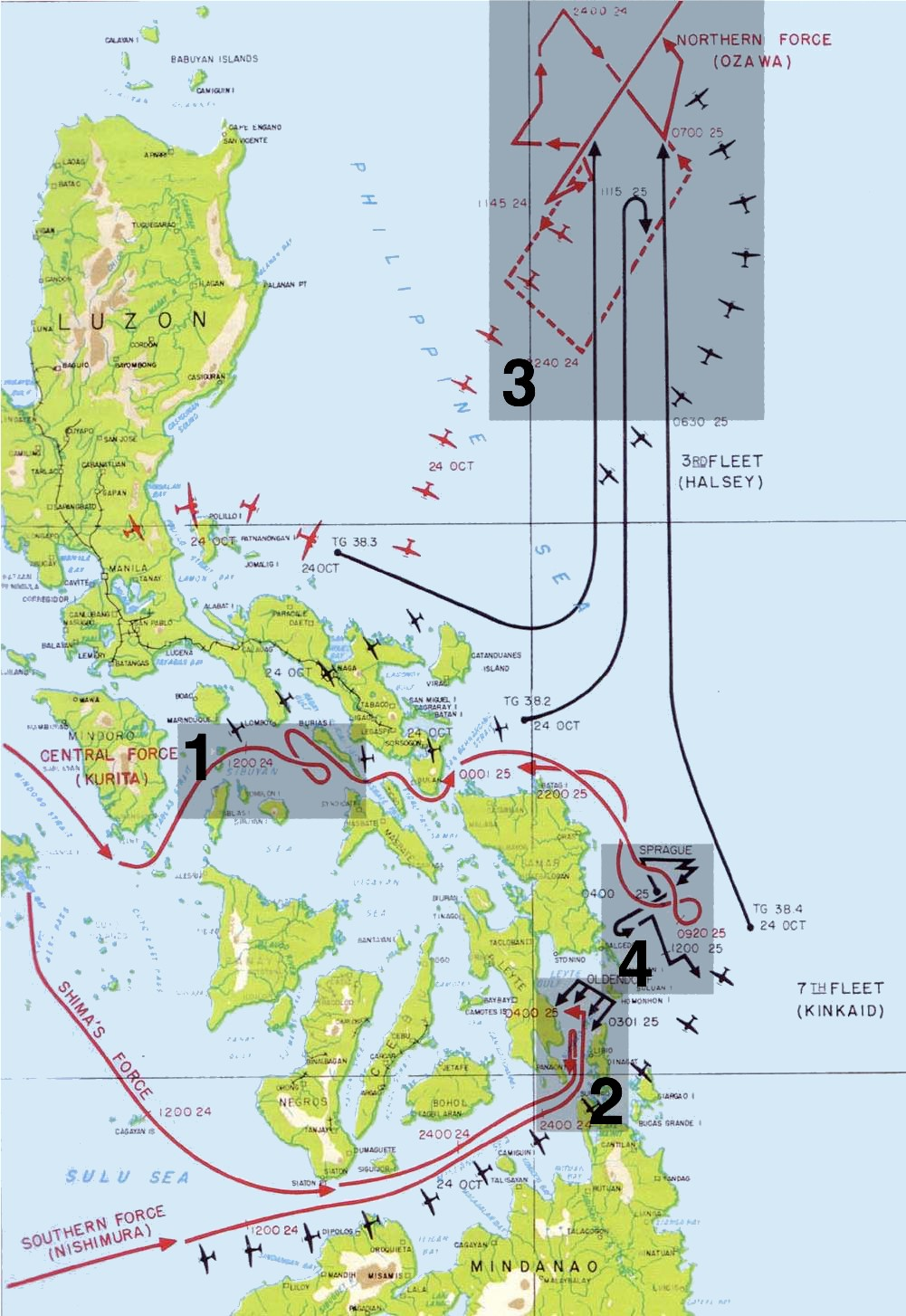
1 — Сражение в море Сибуян;
2 — Сражение в проливе Суригао;
3 — Сражение у мыса Энганьо;
4 — Сражение у острова Самар

Сражение в заливе Лейте или Второе сражение в Филиппинском море — самое масштабное морское сражение в истории Второй мировой войны, происходившее вокруг филиппинского острова Лейте с 23 по 26 октября 1944 года между американским флотом и японским императорским флотом. Японцы пытались уничтожить флот союзников возле Лейте и впервые в войне использовали тактику камикадзе. В результате сражения флот союзников одержал тактическую и стратегическую победу, потопив, среди прочего, один из двух крупнейших линкоров мира «Мусаси» и повредив второй — «Ямато». После этого сокрушительного поражения Объединённый флот Японии вплоть до конца войны более не предпринимал крупных операций.

## Силы и планы сторон

### Японский флот
Для отражения американского вторжения на Филиппины японское командование разработало план «Сё-1» (яп. 捷１号作戦 Сё: итиго: сакусэн, «сё» — «победа»). Так как большая часть японской авиации была потеряна во время сражения у Марианских островов, план заключался в массированном использовании флота. Флот должен был действовать тремя группами, общее руководство осуществлял адмирал Соэму Тоёда из штаба в Японии:
- 2-й флот в Сингапуре под командованием вице-адмирала Такэо Куриты: 7 линкоров, 11 крейсеров, 23 эсминца;
- 5-й флот на Тайване под командованием адмирала Киёхидэ Симы: 3 крейсера («Нати», «Асигара», «Абукума»), 7 эсминцев;
- 3-й флот в бухте Хиросима под командованием вице-адмирала Дзисабуро Одзавы: 4 авианосца («Дзуйкаку», «Дзуйхо», «Титосэ», «Тиёда[англ.]»), 2 линкора («Исэ», «Хюга»), 3 лёгких крейсера («Оёдо», «Тама», «Исудзу»), 8 эсминцев.

1. Одзава должен был идти из Хиросимы, подходя к Филиппинам с севера. Авианосцы адмирала Одзавы имели только 100 самолётов, поэтому было решено использовать их в качестве приманки для отвлечения ударного соединения Уильяма Хэлси на север. Фактически, 3-й флот должен был погибнуть, отвлекая американские авианосцы на себя.
2. Тогда 2-й флот Куриты переходит из Сингапура в Бруней, там заправляется, и из его сил выделяется «Соединение С» адмирала Сёдзи Нисимуры, которое идёт в пролив Суригао на соединение с 5-м флотом адмирала Симы. Затем Курита пройдёт пролив Сан-Бернардино[англ.] и атакует американские транспорты с севера. 5-й флот и соединение Нисимуры пройдут пролив Суригао и атакуют транспорты с юга.

План «Сё-1» не имел даже тени шанса на успех с учётом сил противника. Даже если бы Курита прорвался в залив Лейте, там не было массы транспортов, потопление которой оправдало бы потери. Он мог посеять некоторую суматоху на плацдарме и среди вспомогательных судов, но цена была уж слишком высока. А после подхода одной или нескольких авианосных групп Хэлси японские корабли оказались бы в ловушке.

Японское командование осознавало, что рискует потерять весь флот в предстоящем сражении. Однако Филиппины надо было удержать любой ценой. После войны адмирал Тоёда объяснял свои расчёты так: «Если бы случилось самое худшее, мы могли бы потерять весь флот, но я считал, что надо пойти на риск… В случае неудачи в Филиппинской операции морские коммуникации с югом были бы полностью отрезаны и флот, вернувшись в японские воды, не смог бы получать необходимого топлива, а оставшись в южных водах, не смог бы получать боеприпасы и вооружение. Не было никакого смысла спасать флот за счёт утраты Филиппин».

### Американский флот
Американское командование разработало план вторжения на Филиппины — операцию «Кинг-2». Операция началась прежде, чем японцы успели подготовиться к реализации плана «Сё-1».
Американский флот состоял из двух оперативных соединений под общим командованием адмирала Хэлси:
Оперативное Соединение 38 (вице-адмирал М. Э. Митчер)
- Оперативная Группа 38.1 (контр-адмирал Дж. С. Маккейн): 5 авианосцев, 6 крейсеров, 14 эсминцев.
- Оперативная Группа 38.2 (контр-адмирал Д. Ф. Боган): 3 авианосца, 2 линкора, 3 крейсера, 16 эсминцев.
- Оперативная Группа 38.3 (контр-адмирал Ф. К. Шерман): 4 авианосца, 2 линкора, 4 крейсера, 3 эсминца.
- Оперативная Группа 38.4 (контр-адмирал Р. Э. Дэвисон[англ.]): 4 авианосца, 2 линкора, 2 крейсера, 15 эсминцев.

Оперативное Соединение 77 (вице-адмирал Т. К. Кинкейд)
- Оперативная Группа 77.2 (контр-адмирал Дж. Б. Олдендорф[англ.]): 6 линкоров («Пеннсильвания», «Калифорния», «Теннесси», «Миссисипи», «Мэриленд», «Вест Вирджиния»), 8 крейсеров («Луисвилл», «Портленд», «Миннеаполис», «Денвер[англ.]», «Коламбиа[англ.]», «Феникс[англ.]», «Бойз[англ.]», «Шпрошир[англ.]»), 28 эсминцев.
- Оперативная группа 77.4 (контр-адмирал Т. Л. Спрэг[англ.])
- Оперативная Единица Таффи-1[прим. 3] (контр-адмирал Т. Л. Спрэг):
- Оперативная Единица Таффи-2 (контр-адмирал Стамп[англ.]):
- Оперативная Единица Таффи-3 (контр-адмирал К. Э. П. Спрэг[англ.]):

### Подготовка
17 октября 1944 года американцы осуществили высадку на остров Лейте между Таклобаном и Дулагом. Для нейтрализации японской авиации было использовано ОС 38 (Оперативное Соединение 38) адмирала Марка Митчера. Это соединение имело 9 тяжёлых и 8 лёгких авианосцев, всего 1178 самолётов. 20-21 сентября был проведён ряд налётов на аэродромы Лусона, 9 сентября — на аэродромы Тайваня, 12-13 ноября и 17-18 ноября — снова по Лусону.

[11 сентября] …неполадки со связью оказались роковыми. Прибывшие американские пилоты увидели то, на что не смели надеяться. Около сотни «Зеро» стояли на аэродроме Себу, совершенно беззащитные против ударов с воздуха. Американцы не упустили такую редкостную возможность. Начался подлинный кошмар. … более 50 «Зеро» превратились в обломки. Это была страшная потеря. Одним ударом противник уничтожил 2/3 истребительной авиации на Филиппинах. Многие из уцелевших «Зеро» были повреждены.

Во время этих налётов в гавани Манилы был потоплен эсминец «Сацуки». Налёты привели к тому, что истребительная авиация не смогла участвовать в обороне Филиппин. Командующий первым воздушным флотом вице-адмирал Такидзиро Ониси принял решение о применении тактики камикадзе. Его знаменитые слова «Я не думаю, что есть ещё какой-то способ выполнить стоящую перед нами задачу» были произнесены 19 октября. Первый вылет лётчиков-камикадзе состоялся на следующий день.
Утром 20 октября основные силы американской 6-й армии высадились на остров. В этот момент произошёл налёт японской авиации, которая впервые использовала тактику камикадзе: был повреждён крейсер «Австралия». Кроме того, торпеда повредила лёгкий крейсер «Гонолулу».

### Атаки подводных лодок
Подлодка «Дартер» произвела торпедную атаку и выпустила 6 торпед с дистанции 1000 ярдов в крейсер «Атаго» и добилась 2 попаданий. «Атаго» начал тонуть, эсминцы «Асасимо» и «Кисинами» подошли к крейсеру и спасли адмирала Куриту вместе с 529 моряками. В 5:53 «Атаго» затонул, унеся с собой 360 человек. Одновременно «Дартер» выпустила 4 торпеды из кормовых аппаратов в тяжёлый крейсер «Такао». 2 из них попали в крейсер, «Такао» начал крениться, на нём вспыхнули пожары, вода залила котельное отделение. Крейсер отправили назад в Бруней под эскортом эсминца «Наганами».
Подлодка «Дейс» выпустила 4 торпеды, подорвав крейсер «Мая», который затонул в 6:05 вместе с 336 членами экипажа. Эсминец «Акисимо» успел спасти 769 человек.

## Сражение в море Сибуян (24 октября)
В 6:30 адмирал Курита вошёл в море Сибуян. Американцам было уже известно расположение японского флота, уже были обнаружены соединения Нисимуры и Симы. Курита надеялся, что наземная авиация сможет обеспечить воздушное прикрытие его флота. Но наземная авиация была почти уничтожена. Вице-адмирал Ониси организовал на американский флот три волны налётов, по 50-60 самолётов в каждой волне. При этом большая часть самолётов была уничтожена. Однако, в 9:39 к американскому флоту неожиданно вышел один японский бомбардировщик Yokosuka D4Y «Джуди» и атаковал авианосец «Принстон» (USS Princeton (CVL-23)). Ему удалось сбросить 500-фунтовую бомбу прямо на полётную палубу авианосца (после чего его сбил истребитель) и вскоре на ангарной палубе авианосца начался сильный пожар, взорвались торпеды, взрывом сорвало полётную палубу, и авианосец вышел из строя. Крейсер «Бирмингем» помогал тушить пожар, но внезапный взрыв на авианосце повлёк гибель 255 человек на крейсере. Адмирал Митчер приказал затопить авианосец и при наступлении темноты крейсер «Рено» уничтожил его торпедами.

Самолёты с авианосца «Essex» сбили всего 24 самолёта. Другие группы истребителей также установили замечательные рекорды: самолёты с «Princeton» сообщили об уничтожении 34 японских самолётов, с нового «Lexington» — 13, с «Langley» — 5. Это был удачный день. Такого количества сбитых самолётов противника не было со времени боя у Марианских островов 20 июня 1944 г.

Несмотря на уничтожение авианосца, большая часть японских самолётов была уничтожена, и прикрывать корабли Куриты оказалось нечем. Когда Курита повернул на запад, он попал под 5 атак самолётов ОС 38 при полном отсутствии воздушного прикрытия.
Атаки длились весь день, в них участвовали 259 самолётов. В первой волне участвовали самолёты с авианосцев «Интрепид» и «Кабот», во второй — с авианосцев «Интрепид», «Эссекс» и «Лексингтон». Американцы сосредоточили удары на линкоре «Мусаси», который получил 20 торпед и 17 бомб, не считая 18 близких разрывов. В 18:35 «Мусаси» затонул, из 2279 человек экипажа погиб 991.

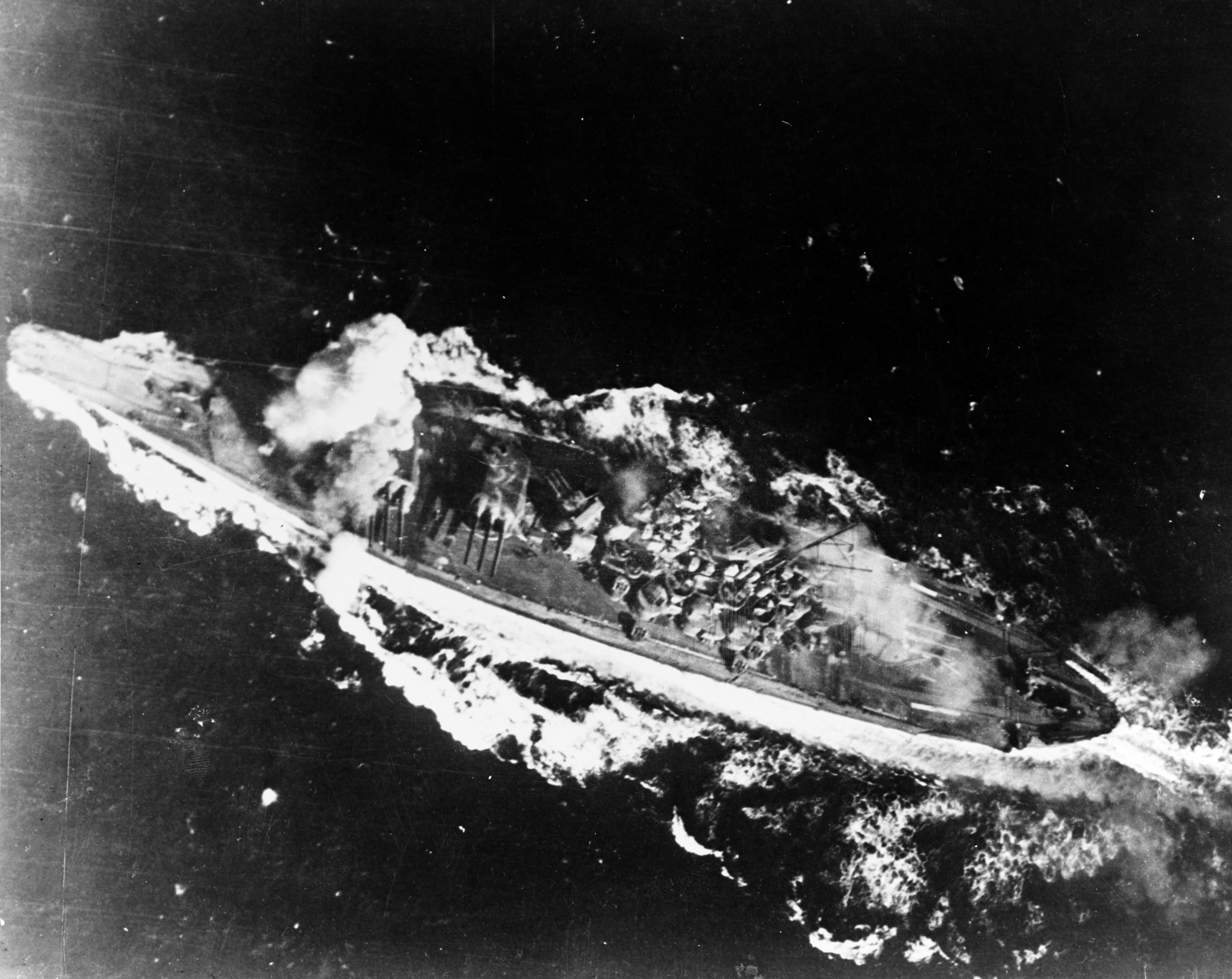
Попадание бомбы в линкор «Ямато»

В «Ямато» попали 2 бомбы (13:30). Корабль начал крениться, но аварийные партии выровняли крен. Линкор «Нагато» получил 2 прямых попадания (14:20), одно пришлось в котельное отделение. Второе попадание пришлось в кубрики. В 13:38 тяжёлый крейсер «Тонэ» получил 2 мелкие бомбы, ещё 2 разорвались рядом. В 13:15 эсминец «Киёсимо» получил прямое попадание, 5 бомб разорвались рядом. Повреждения получили некоторые эсминцы.
В 15:00 Курита повернул на запад и следовал этим курсом до 16:14, когда ему было приказано «атаковать с верой в божественное провидение». В это самое время (16:40) разведка обнаружила соединение Одзавы — который изо всех сил старался быть обнаруженным — и Хэлси принял это соединение за главные силы японского флота. Сочтя флот Куриты уничтоженным в море Сибуян, Хэлси приказал 3-му флоту (65 кораблей) идти на север, на перехват соединения Одзавы.

## Сражение в проливе Суригао (25 октября)

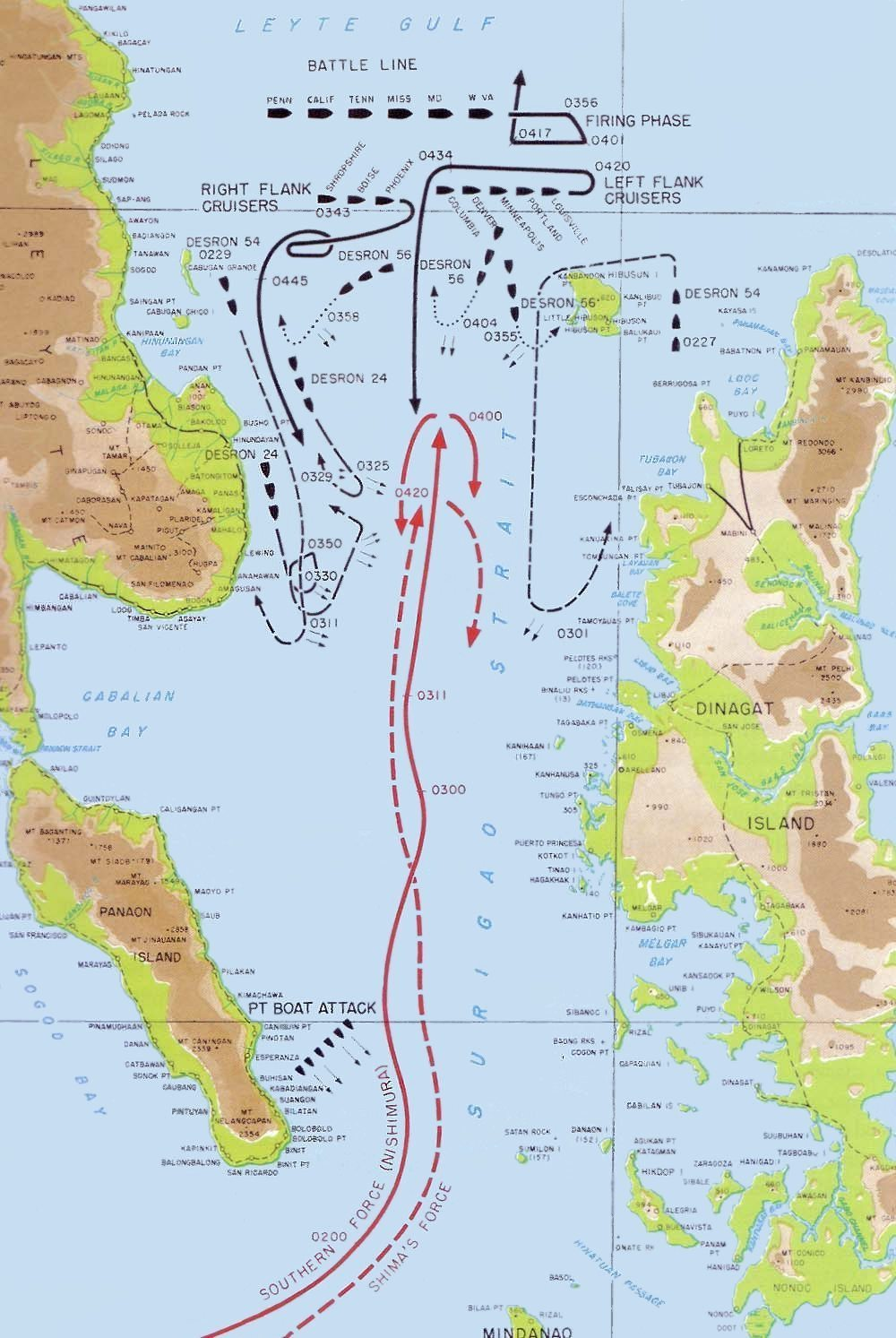
Сражение в проливе Суригао

### Соединение Нисимуры
«Соединение С» адмирала Нисимуры (оно же «Южная группа») вышло из бухты Бруней 22 октября в 15:00. Под командованием Нисимуры были линкоры «Ямасиро» и «Фусо», тяжёлый крейсер «Могами» и 4 эсминца. В ночь на 23 октября соединение прошло зону патрулирования американской подлодки «Дартер» (SS-227), однако подводная лодка в тот момент покинула зону патрулирования и ушла на север, где приняла участие в атаке на корабли Куриты. Нисимура смог пройти незамеченным в море Сулу.
24 октября он был замечен разведывательным самолётом с авианосца «Энтерпрайз» (Enterprise) и в 9:18 соединение попало под атаку американских бомбардировщиков с авианосца «Франклин». Успех этого единственного налёта был незначителен: «Ямасиро» выдержал несколько близких разрывов, а на линкоре «Фусо» возник пожар, уничтоживший несколько гидросамолётов. Пожар был потушен за 45 минут. Несколько человек погибло на эсминце «Сигурэ». Теперь адмирал знал, что обнаружен, и курс его известен, и знал о том (из радиограммы в 18:30), что флот Куриты задерживается. Однако, по необъяснимым причинам, Нисимура продолжал двигаться вперёд и даже не дожидался соединения адмирала Симы. Есть неподтверждённая версия, что это тоже было частью общего японского плана — отвлечь американские линкоры, ценой эскадры старых линкоров Нисимуры. Это объясняет его «необъяснимые» действия. 25 октября в 02:00 он вошёл в пролив Суригао.
На перехват вышло соединение адмирала Олдендорфа. В этом сражении американцы не использовали авиацию (кроме незначительного участия 26 разведывательных самолётов с «Энтерпрайза»), это был своего рода подарок флотскому командованию. Имея 6 линкоров и 8 крейсеров, Олдендорф обладал полным превосходством над двумя старыми линкорами Нисимуры.
В 22:00 Нисимуру атаковали 39 американских торпедных катеров. В 1:02 атака повторилась, в 1:25 Нисимура прорвал линию катеров, не понеся потерь. В 2:00 начались атаки американских эсминцев, они выпустили 27 торпед и в 2:07 несколько раз попали в «Фусо», подтверждено попадание торпед эсминца «Мелвин». Линкор загорелся, разломился надвое и затонул. Капитан линкора, контр-адмирал Масами Бан погиб вместе с кораблём.

адмирал Шерман впоследствии писал, что первым был потоплен именно «Ямасиро»: «Вдруг флагманский корабль Нисимуры, линейный корабль „Ямасиро“, взорвался и затонул. По-видимому, в результате попаданий торпед сдетонировали его пороховые погреба. Было слышно, как Нисимура говорил по радиотелефону: „Мы торпедированы. Вы должны идти дальше и атаковать корабли противника“. Это были последние слова Нисимуры. После этого командование перешло к командиру „Фусо“. Он не отдавал никаких приказаний, а продолжал слепо идти на север навстречу своей судьбе».

В 02:09 — 02:11 американцы выпустили ещё 20 торпед, которые потопили эсминцы «Ямагумо» и «Митисио», повредили «Асагумо» и задели линкор «Ямасиро». В 02:25 новая торпедная атака повредила «Ямасиро», его скорость снизилась до 5 узлов, 3 башни были разбиты. В 3:11 он получил новые торпедные попадания.
В 02:51 по «Ямасиро» открыли огонь крейсеры, а в 03:10 — линкоры. Они выпустили по «Ямасиро» 225 снарядов калибров 356 мм и 406 мм. В 03:00 «Ямасиро» повернул на запад, но вскоре получил 2 торпедных попадания в районе машинного отделения, возник сильный крен и корабль затонул в 03:19 в точке 10°22′14″ с. ш. 125°21′20″ в. д.. Вместе с линкором погибли адмирал Нисимура и капитан корабля, контр-адмирал Кацукиё Синода.
2 эсминца повернули, чтобы уйти из пролива. В этот момент американские крейсера по ошибке открыли огонь по эсминцу «Грант». Эсминец получил 12 попаданий от своих крейсеров и 9 от японских эсминцев, загорелся и потерял ход. На эсминце было убито и ранено 129 человек.

### Соединение Симы
Соединение адмирала Симы (2 тяжёлых, 1 лёгкий крейсер, 7 эсминцев) вышло с Тайваня 20 октября. Уже в пути адмирал получил задание оказать поддержку соединению Нисимуры. Корабли Симы американцы обнаружили утром 24 октября, но приняли их за флот Нисимуры.
Днём японские эсминцы были перехвачены палубными самолётами с авианосца «Франклин». Американцы потопили эсминец «Вакаба» и повредили «Хацусимо» и «Хацухару», которые вернулись в Манилу.
Сима вошёл в пролив Суригао почти сразу за Нисимурой. В 03:18 «Нати» и «Асигара» прошли мимо частей разрушенного «Фусо», и Сима радировал Нисимуре: «Мы достигли места сражения». В этот момент «Ямасиро» как раз начинал переворачиваться, «Сигурэ» пытался прорваться на юг, а охваченный огнём «Могами» шёл вслед за эсминцем практически без управления. В 03:23 эсминцы Симы ошибочно произвели торпедную атаку, после чего «Нати» столкнулся с «Могами». Сима принял решение отходить и отозвал эсминцы.
Сима смог увести свои тяжёлые крейсера и три из четырёх оставшихся при нём эсминцев вначале в бухту Корон (о-ва Каламиан), а затем в Манилу. «Сигурэ» достиг Брунея 27 октября. В 06:21 «Асагумо» был потоплен орудийным огнём кораблей Олдендорфа (10° 04' N, 125° 21' Е). Американцы подобрали из воды и пленили три десятка человек с «Асагумо», в числе которых оказался и командир корабля капитан 2-го ранга Кадзуо Сибаяма. На потопление «Могами» самолёты и корабли 7-го флота потратили полдня. В 12:07 его затопили сами японцы (торпедой эсминца «Акэбоно»).

## Бой у острова Самар (25 октября)

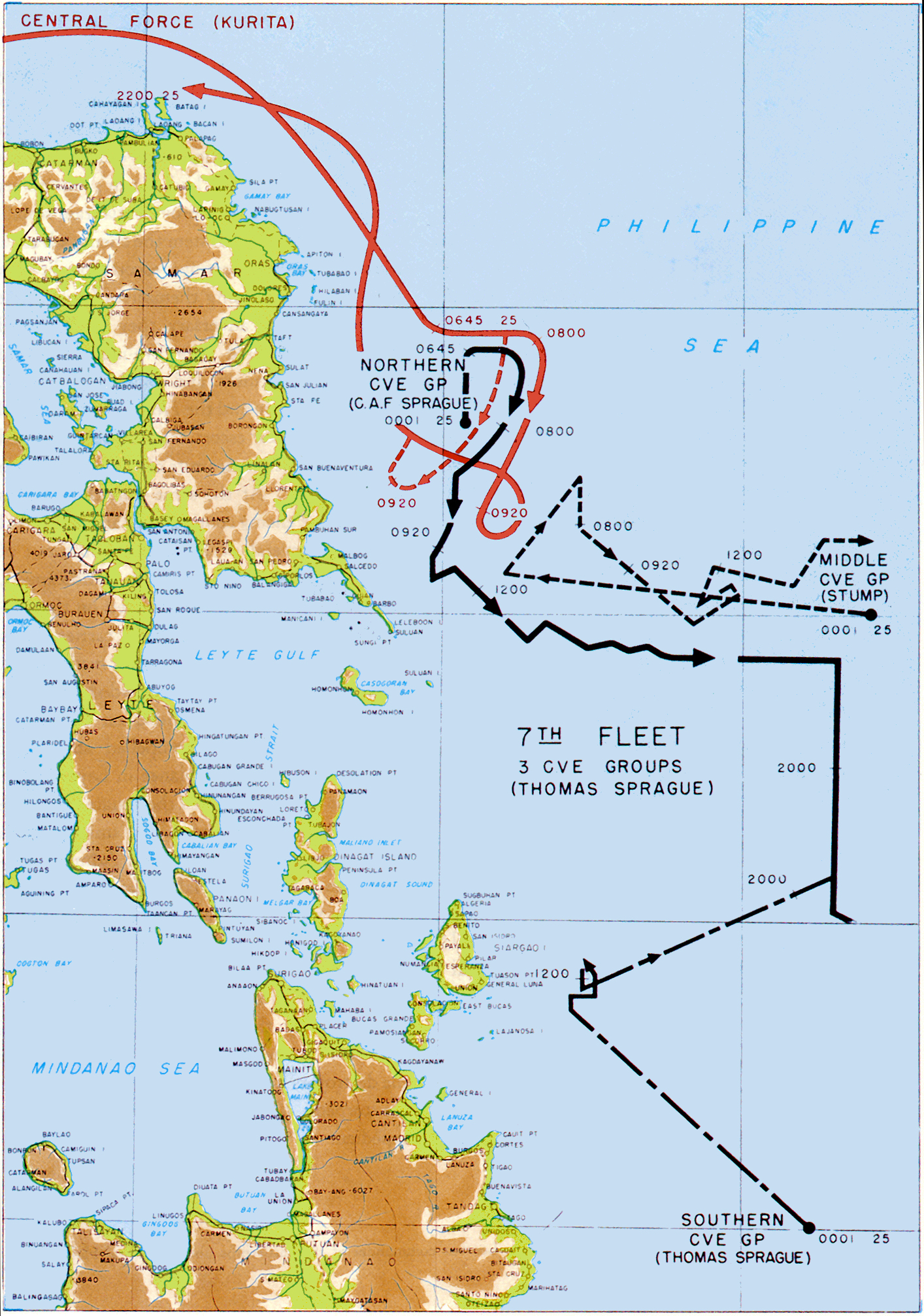
Бой в море Самар

24 октября в 16:14 Курита повернул на восток и направился к проливу Сан-Бернардино. В этот момент линкоры Олдендорфа ушли к проливу Суригао на перехват соединения Нисимуры, а ОС 38 адмирала Хэлси двигалось на север за авианосцами Одзавы. Пролив Сан-Бернардино оказался открыт. Ночью флот Куриты прошёл проливы и вышел к острову Самар. В 5:40 японский флот повернул на юг шестью колоннами и вышел на американскую «Оперативную Группу 77.4» (контр-адмирал Т. Л. Спрэг). Ближе всего к японцам оказались эскортные авианосцы «Фэншо Бей», «Калинин Бей», «Гэмбир Бей» (Gambier Bay), «Сент-Ло», «Уайт Плейнз» и «Киткен Бей». Американские радары засекли флот Куриты в 05:46.
Контр-адмирал Спрэг приказал выслать в воздух все самолёты и лечь на восточный курс, пытаясь на полном ходу (16 узлов) уйти от противника. Примерно в 5:56 линкор «Ямато» открыл огонь с дистанции 15 миль по авианосцу «Уайт Плейнз». Позже он перенёс огонь на авианосец «Сент-Ло». В этот момент (07:24) Спрэг передал по радио просьбу о помощи, но Олдендорф находился далеко в проливе Суригао, а Хэлси — на дистанции 500 миль, связанный боем с соединением Одзавы. Адмирал Спрэг послал 7 эсминцев и эскортных миноносцев ближнего прикрытия произвести торпедную атаку соединения Куриты. Эсминцам удалось вывести из боя тяжёлый крейсер «Кумано» и задержать продвижение противника, однако они понесли огромные потери в личном составе, также было потеряно 3 эсминца. Героическая атака эсминцев и миноносцев отвлекла на себя часть сил японской эскадры. Шерман называет эту атаку «одним из самых смелых и кровопролитных боёв за время всей войны», а Кинкейд «одним из самых доблестных и героических актов в войне».
В это время японские крейсеры обошли американскую группировку с севера и открыли огонь по авианосцам. Все авианосцы получили попадания, авианосец «Гэмбир бэй» потерял ход, затем перевернулся и затонул. Остальные авианосцы под огнём противника выпускали самолёты, которые атаковали японский флот бомбами, торпедами, ракетами и даже пулемётным огнём на бреющем полёте. Один из крейсеров затонул, два получили тяжёлые повреждения. Японцы были уверены, что им противостоят тяжёлые авианосцы американцев.

Результаты боя окончательно и несомненно показали, что даже самое мощное соединение артиллерийских кораблей без прикрытия с воздуха теперь не имеет никаких шансов. Даже против эскортных авианосцев, прикрываемых лишь эсминцами и эскортными миноносцами, если только они имеют достаточно самолётов и решительных пилотов.

В 08:11 Курита приказал: «Прекратить бой, отойти на север вместе со мной, скорость 20 узлов». Его соединение потеряло 3 крейсера и ещё несколько кораблей было повреждено. В 09:55 флот двигался на север, затем до 10:47 описывал дугу на северо-запад, в 11:15 он повернул на северо-запад, описал круг и вернулся на курс N к 11:36. После войны Курита отказывался обсуждать причины отхода.
Существуют самые разные оценки действий адмирала Куриты в этом бою. Шерман пишет, что «к концу двух дней сильных боёв, в которых его корабли понесли огромные потери, он проявил себя как жалкий, неспособный командир», а П. С. Далл считает, что действия Куриты были вполне разумными.

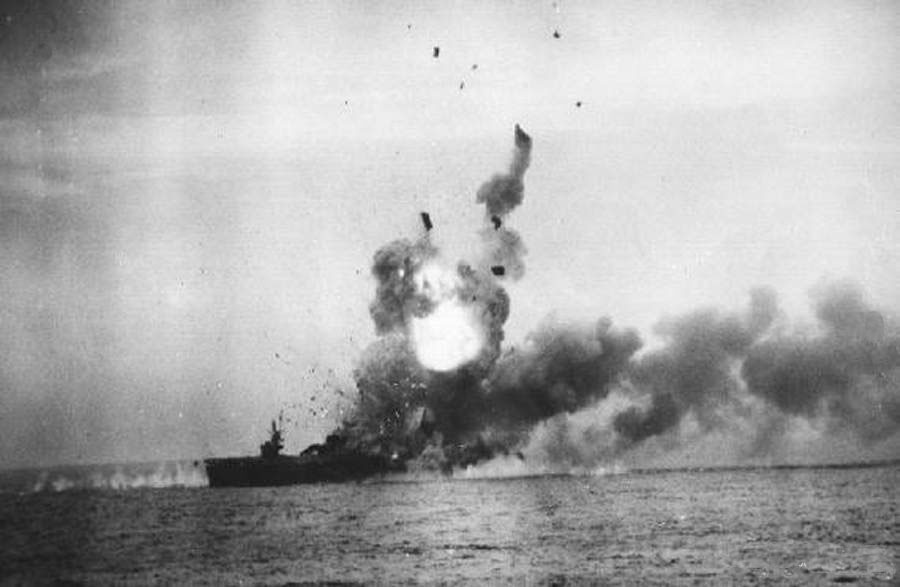
Взрыв авианосца «Сент-Ло» после атаки самолёта-камикадзе

Когда соединение Куриты повернуло на юг, американский флот попал под удар японской авиации, действовавшей с баз на Филиппинах. Авианосцы «Сенти» и «Suwanee» получили попадания и были сильно повреждены. В 11:49 ещё шесть самолётов-камикадзе атаковали авианосцы: в 12:00 получил повреждения и затонул авианосец «Сент-Ло», пожары начались на авианосцах «Уайт Плейнз» и «Калинин Бэй».

## Сражение у мыса Энганьо
В ночь на 25 октября соединение адмирала Одзавы находилось к северу от американского флота. Корабли совершали беспорядочные манёвры около мыса Энганьо, передавали сообщения по радио и пускали густой дым, чтобы привлечь к себе внимание противника.
Американская разведка обнаружила соединение Одзавы 25 октября на рассвете. Хэлси направил на север соединения Богана, Дэвисона и Шермана. Одзава имел 108 самолётов. Но его наспех подготовленные лётчики не были обучены садиться на авианосцы, поэтому им было приказано атаковать американский флот и приземлиться на Филиппинах. Одзава оставил при себе 31 истребитель; отразить налёт американской авиации всё равно было невозможно.
Авиация атаковала японский флот в 7:20. В первой волне было 80 самолётов, во второй — 50. Авианосец «Дзуйкаку» получил попадание торпеды, стал крениться на левый борт и у него вышла из строя связь. В 7:56 взорвался эсминец «Акицуки». В 7:31 под атаку попал авианосец «Дзуйхо». Бомбы повредили топливные цистерны, вспыхнул пожар, авианосец получил крен и в 7:55 начал терять скорость. Первая атака закончилась в 7:59.
Как раз в этот момент японские линкоры прорвались к эскортным авианосцам адмирала Спрэга и открыли по ним огонь. В 7:24 Спрэг отправил по радио просьбу о помощи, но самолёты Хэлси были подняты в воздух для атаки соединения Одзавы.
Во второй атаке участвовало 170 самолётов, они потопили лёгкий авианосец «Титосэ» (8:30). Соединение Одзавы отступало на север, уводя за собой американский флот. Адмирал Хэлси был удивлён радиограммой Кинкейда с просьбой о помощи, поскольку считал своей основной задачей именно уничтожение японского авианосного флота. В 11:15 линкоры получили приказ двигаться на юг для спасения американских кораблей у острова Самар. Авианосной группе адмирала Богэна было приказано сопровождать линкоры. Для уничтожения японских авианосцев была оставлена группа 38.4 (контр-адмирал Р. Э. Дэвисон).
Третья атака началась в 12:05. Авианосец «Дзуйкаку» был атакован примерно 100 бомбардировщиками и торпедоносцами. В него попали восемь торпед и четыре бомбы (также несколько близких разрывов). На авианосце начались пожары, он потерял ход и затонул в 13:14.
В авианосец «Дзуйхо» попало 2 торпеды и 4 бомбы, и множество бомб разорвалось рядом. Во время третьей атаки он получил ещё 10 близких разрывов и в 14:26 затонул. Капитан Каидзука Такео погиб вместе с кораблём.
Из боя сумели выйти 3 крейсера (адмирал Одзава вернулся на крейсере «Оёдо») и 7 эсминцев. В этом сражении были уничтожены последние японские авианосцы, в том числе «Дзуйкаку», участник нападения на Пёрл-Харбор. Однако Одзава выполнил свою задачу: он дал возможность флоту Куриты атаковать Кинкейда и благополучно уйти.
Соединение адмирала Хэлси (он находился на линкоре «Нью-Джерси») спешило на юг, на перехват эскадры Куриты. Но Хэлси прибыл в пролив Сан-Бернардино через два часа после того, как там прошли корабли Куриты. У берега острова Самар американские корабли обнаружили эсминец «Новаки» и после 45-минутного обстрела потопили его (01:35).

## Итоги
Японский флот потерял в сражении: 4 авианосца («Дзуйкаку», «Дзуйхо», «Титосэ», «Тиёда»); 3 линкора («Мусаси», «Ямасиро», «Фусо»); 8 крейсеров (в их числе: «Атаго», «Мая», «Тёкай», «Тикума», «Судзуя», «Могами»); 12 эсминцев (в их числе: «Ямагумо», «Митисио», «Вакаба», «Асагумо», «Новаки», «Фудзинами», «Акицуки», «Хацудзуки»). Ещё несколько эсминцев было потеряно в последующие дни по пути в порт.
В этом сражении были уничтожены последние японские авианосцы, в том числе «Дзуйкаку», участник нападения на Пёрл-Харбор.
Потери американцев были значительно меньше: 1 лёгкий авианосец («Принстон»), 2 эскортных авианосца («Сент-Ло», USS Gambier bay (CVE-73), 3 эсминца и корабля сопровождения.
В ходе сражения американский флот допустил ряд ошибок: неправильно оценил численность «Южного соединения», неправильно оценил потери флота Куриты в бою в море Сибуян, и оставил без прикрытия пролив Сан-Бернардино, однако качественное и количественное превосходство было таково, что эти ошибки существенного влияния на ход сражения не оказали. В свою очередь и японское командование допустило ряд странностей (например, несогласованность действий отрядов Симы и Нисимуры и уход Куриты из моря Самар).
Бой показал, что без прикрытия с воздуха флот не имеет возможности осуществлять боевые действия. После сражения Япония более не планировала крупных операций на море.
США сумели захватить плацдарм на Филиппинах и начать наступление вглубь архипелага, их авиация полностью отрезала Японию от источников нефти на Суматре и Борнео.
Во время сражения были осуществлены первые вылеты лётчиков-камикадзе, которые в этой операции оказались эффективными.

## Сноски и примечания
1. ↑  Это сражение вначале было названо его участниками Вторым сражением у Филиппин. Адмирал Нимиц позднее назвал его сражением за залив Лейте и приказал употреблять это название во всей официальной корреспонденции.
2. ↑  Так же были разработаны запасные варианты «Сё-2» и «Сё-3» на случай высадки американцев на Тайване или Курилах.
3. ↑  уменьшительно-шутливое от Task Force — Оперативное Соединение

1. ↑  Роско Т., 1957.
2. 1 2 3 4 5  Пол Стивен Далл. Боевой путь Императорского японского флота = A Battle History of the Imperial Japanese Navy, 1941—1945 / Перевод с английского А.Г. Больных. — Екатеринбург: Сфера, 1997. — 384 с. — (Морские битвы крупным планом).
3. ↑  Гарт Б. Г. Вторая мировая война. — М.: АСТ, 1999. — 944 с. — ISBN 5-237-03175-7.
4. ↑  Роско Т., 1957, с. 338.
5. ↑  Окумия М. Японская авиация во Второй мировой войне М. 2000
6. ↑  Кофман В. Л. Японские линкоры Второй мировой войны. «Ямато» и «Мусаси». — 2006. — С. 101. — 128 с. — ISBN 5-699-15687-9.